# Kalistrat (patriarcha Gruzji)
Kalistrat, imię świeckie Kallistrat Cincadze (ur. 31 marca?/12 kwietnia 1866, zm. 1952 w Tbilisi) – Katolikos-Patriarcha Gruzji w latach 1932–1952.

## Życiorys
Urodził się w rodzinie kapłana prawosławnego. Ukończył seminarium duchowne w Tyflisie, a następnie Kijowską Akademię Duchowną (obie szkoły kończył jako najlepszy absolwent), gdzie w 1892 uzyskał tytuł kandydata nauk teologicznych. W 1893, po zawarciu związku małżeńskiego, został wyświęcony na kapłana i przez kolejne 32 lata służył w różnych cerkwiach Tyflisu. Równolegle pracował w miejskiej Dumie, zasiadał w zarządzie seminarium duchownego w Tyflisie oraz nauczał religii w gimnazjach męskich.
W 1925, po śmierci żony, złożył wieczyste śluby mnisze, zachowując dotychczasowe imię. Następnie przyjął chirotonię biskupią, a następnie otrzymał godność metropolity mangliskiego. Według innego źródła jego chirotonia odbyła się, wbrew prawosławnej tradycji, bez uprzedniego wstąpienia przez niego do monasteru.
Na Katolikosa-Patriarchę Gruzji został wybrany w 1932, po śmierci Krzysztofa III.
W 1943 prowadził z patriarchą moskiewskim i całej Rusi Sergiuszem rozmowy w sprawie uznania przez Patriarchat Moskiewski kanoniczności Gruzińskiego Kościoła Prawosławnego (od 1917 traktowanego jako nielegalny), zakończone powodzeniem i przywróceniem wspólnoty kanonicznej. Sprzeciwiał się zamykaniu cerkwi i ograniczaniu działalności prawosławnych duchownych przez władze komunistyczne.
W 2016 Gruziński Kościół Prawosławny ogłosił go świętym.